# Rettert
Rettert ist eine Ortsgemeinde im Rhein-Lahn-Kreis in Rheinland-Pfalz. Sie gehört der Verbandsgemeinde Aar-Einrich an.

## Gemeindeteile
Zu Rettert gehören auch die Wohnplätze Hollermühle und Tannenhof.

## Geschichte

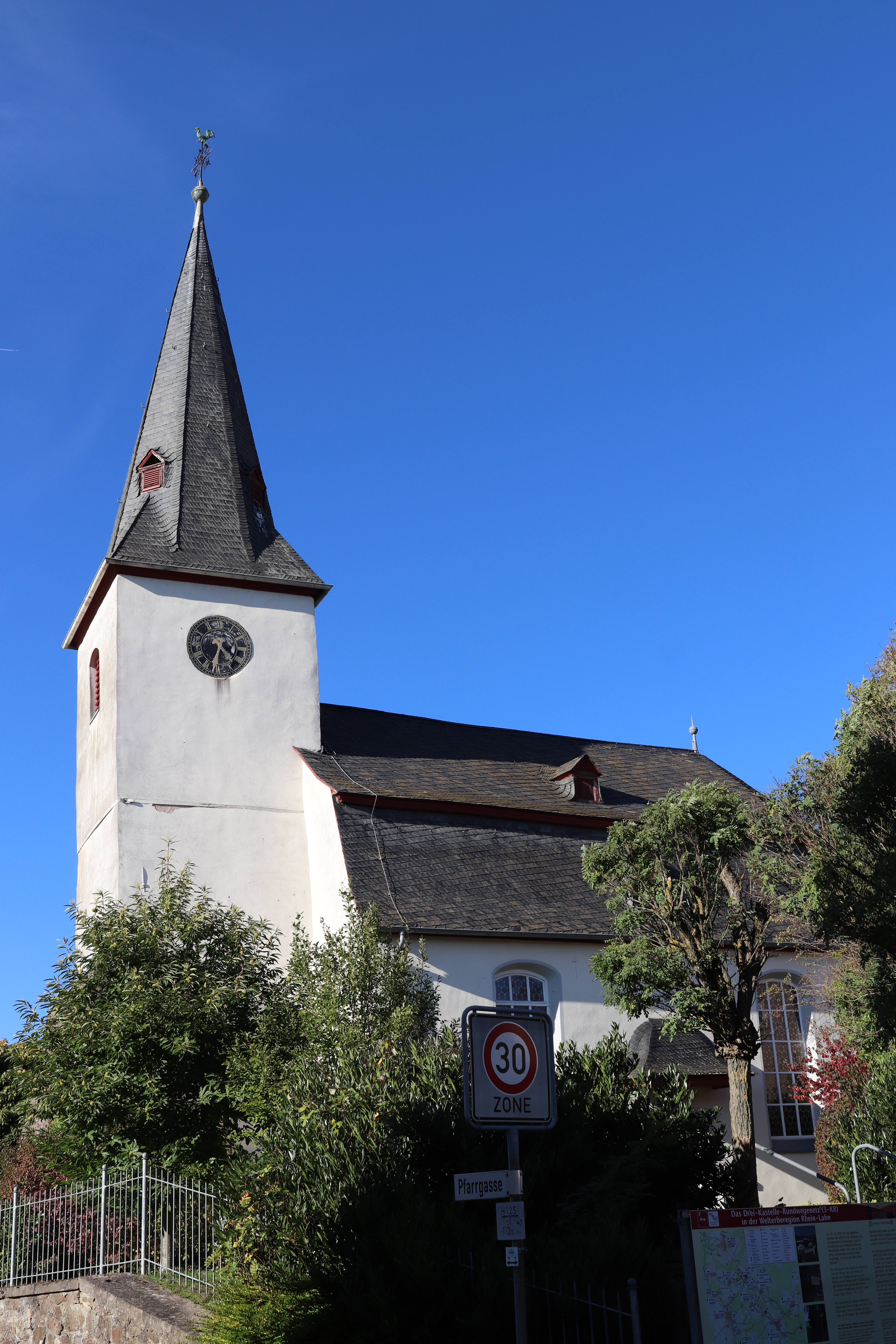
Evangelische Kirche

Rettert wurde im Jahr 1250 erstmals genannt und gehörte seit der Mitte des 14. Jahrhunderts zur Vierherrengericht auf dem Einrich. Ab 1777 wurde Rettert den gemeinsamen Herren Nassau-Weilburg und Nassau-Usingen zugeschlagen. Seit 1806 gehörte es zum Herzogtum Nassau, das 1866 vom Königreich Preußen annektiert wurde. Seit 1946 ist Rettert Teil des Landes Rheinland-Pfalz. 1972 kam es im Zuge einer Verwaltungsreform zur Bildung der Verbandsgemeinde Katzenelnbogen, der die Ortsgemeinde Rettert bis 2019 angehörte und die dann in der Verbandsgemeinde Aar-Einrich aufging.
Bevölkerungsentwicklung
Die Entwicklung der Einwohnerzahl von Rettert, die Werte von 1871 bis 1987 beruhen auf Volkszählungen:
| Jahr | Einwohner |
| ---- | --------- |
| 1815 | 347       |
| 1835 | 454       |
| 1871 | 446       |
| 1905 | 359       |
| 1939 | 367       |
| 1950 | 454       |
| 1961 | 382       |

| Jahr | Einwohner |
| ---- | --------- |
| 1970 | 402       |
| 1987 | 449       |
| 1997 | 492       |
| 2005 | 475       |
| 2011 | 445       |
| 2017 | 431       |
| 2023 | 469       |

## Politik

### Gemeinderat
Der Gemeinderat in Rettert besteht aus acht Ratsmitgliedern, die bei der Kommunalwahl am 9. Juni 2024 in einer Mehrheitswahl gewählt wurden und dem ehrenamtlichen Ortsbürgermeister als Vorsitzendem.

### Bürgermeister
Ortsbürgermeister von Rettert ist Heiko Heymann. Er wurde erstmals am 13. März 2016 mit 85,1 Prozent der Stimmen direkt gewählt, nachdem Vorgängerin Heike Pfeifer das Amt 2015 niedergelegt hatte. Bei der Direktwahl am 26. Mai 2019 wurde er mit einem Stimmenanteil von 87,45 % und am 9. Juni 2024 als einziger Bewerber mit 82,3 % jeweils für fünf Jahre wiedergewählt.